# Braillans
Braillans est une commune française située dans le département du Doubs, la région culturelle et historique de Franche-Comté et la région administrative Bourgogne-Franche-Comté.

## Géographie
Braillans est un petit village construit le long de la route de Marchaux sur une ligne de crête à la lisière de la forêt de Chailluz. L'habitat ancien, fort dispersé, a permis aux nombreuses maisons neuves de s'insérer entre les vieilles fermes.

### Transport
La commune est desservie par la ligne  71  du réseau de transport en commun Ginko.

### Climat
Pour des articles plus généraux, voir Climat de la Bourgogne-Franche-Comté et Climat du Doubs.
En 2010, le climat de la commune est de type climat de montagne, selon une étude du Centre national de la recherche scientifique s'appuyant sur une série de données couvrant la période 1971-2000. En 2020, Météo-France publie une typologie des climats de la France métropolitaine dans laquelle la commune est exposée à un climat semi-continental et est dans la région climatique Jura, caractérisée par une forte pluviométrie en toutes saisons (1 000 à 1 500 mm/an), des hivers rigoureux et un ensoleillement médiocre.
Pour la période 1971-2000, la température annuelle moyenne est de 10,7 °C, avec une amplitude thermique annuelle de 17,5 °C. Le cumul annuel moyen de précipitations est de 1 175 mm, avec 13,2 jours de précipitations en janvier et 10 jours en juillet. Pour la période 1991-2020, la température moyenne annuelle observée sur la station météorologique de Météo-France la plus proche, « Besançon », sur la commune de Besançon à 9 km à vol d'oiseau, est de 11,4 °C et le cumul annuel moyen de précipitations est de 1 157,0 mm. 
La température maximale relevée sur cette station est de 40,3 °C, atteinte le 28 juillet 1921 ; la température minimale est de −20,7 °C, atteinte le 9 janvier 1985,,.
Les paramètres climatiques de la commune ont été estimés pour le milieu du siècle (2041-2070) selon différents scénarios d'émission de gaz à effet de serre à partir des nouvelles projections climatiques de référence DRIAS-2020. Ils sont consultables sur un site dédié publié par Météo-France en novembre 2022.

## Urbanisme

### Typologie
Au 1er janvier 2024, Braillans est catégorisée commune rurale à habitat dispersé, selon la nouvelle grille communale de densité à 7 niveaux définie par l'Insee en 2022.
Elle est située hors unité urbaine. Par ailleurs la commune fait partie de l'aire d'attraction de Besançon, dont elle est une commune de la couronne,. Cette aire, qui regroupe 310 communes, est catégorisée dans les aires de 200 000 à moins de 700 000 habitants,.

### Occupation des sols
L'occupation des sols de la commune, telle qu'elle ressort de la base de données européenne d’occupation biophysique des sols Corine Land Cover (CLC), est marquée par l'importance des forêts et milieux semi-naturels (61,2 % en 2018), une proportion identique à celle de 1990 (61,2 %). La répartition détaillée en 2018 est la suivante : 
forêts (61,2 %), zones agricoles hétérogènes (38,8 %). L'évolution de l’occupation des sols de la commune et de ses infrastructures peut être observée sur les différentes représentations cartographiques du territoire : la carte de Cassini (XVIIIe siècle), la carte d'état-major (1820-1866) et les cartes ou photos aériennes de l'IGN pour la période actuelle (1950 à aujourd'hui).

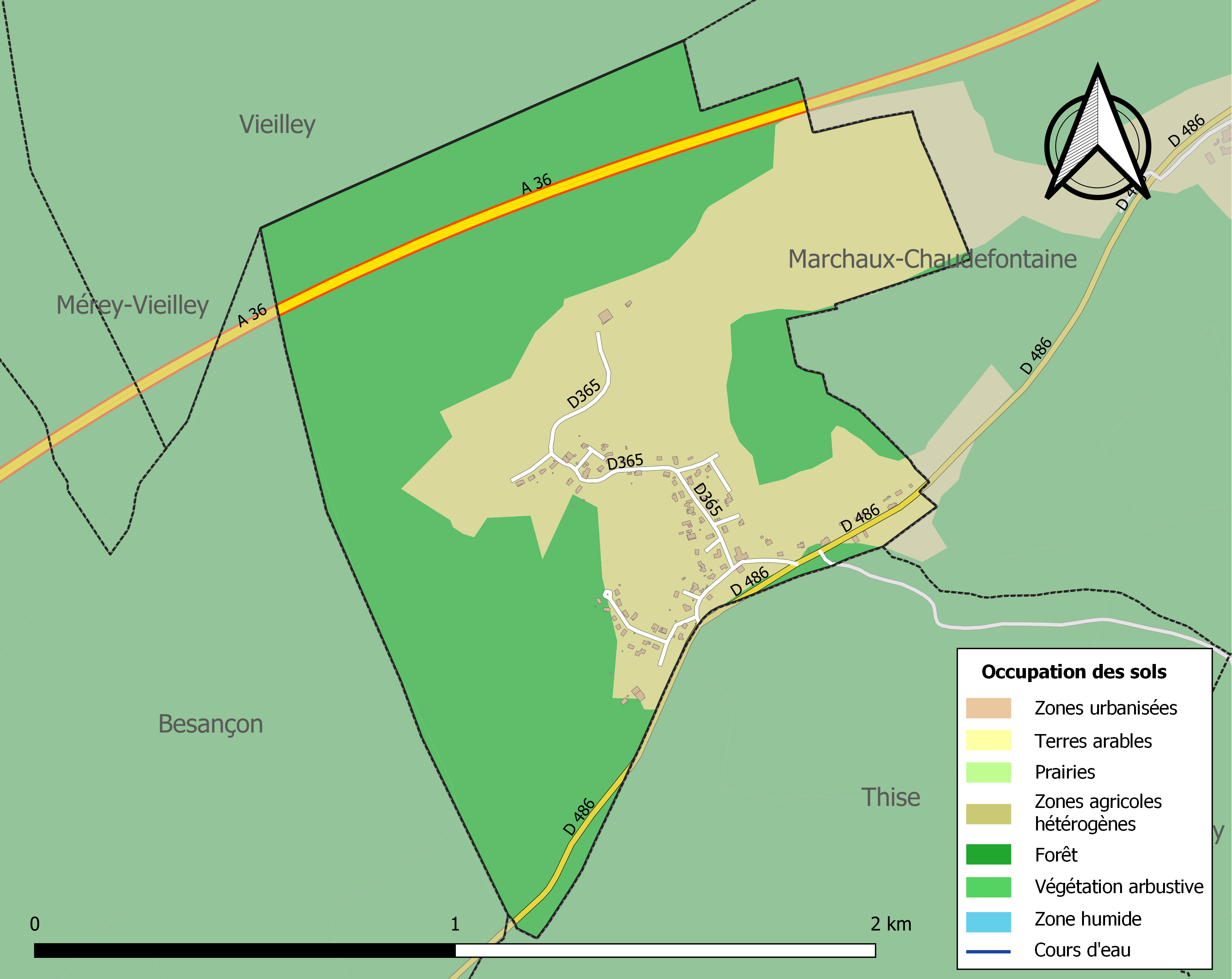
Carte des infrastructures et de l'occupation des sols de la commune en 2018 (CLC).

## Toponymie
Terra de Braillant en 1139 ; Grangia de Brayllant en 1178 ; Braillans en 1181 ; Braillant en 1189 ; Grangia de Bralant en 1196 ; Breyllant en 1257 ; Braslans en 1629.

## Histoire
Il est probable que l'origine vienne d'une grange fondée par l'établissement religieux de l'abbaye de Bellevaux à Besançon à laquelle le lieu appartenait.

## Héraldique
Blason de la commune
| Blason de Braillans | Blason  | Taillé de sinople et d'argent à la crosse d'or brochant sur le tout. |
| Blason de Braillans | Détails | Le statut officiel du blason reste à déterminer.                     |

## Politique et administration
| Période                                  | Période                     | Identité                                           | Étiquette    | Qualité       |
| ---------------------------------------- | --------------------------- | -------------------------------------------------- | ------------ | ------------- |
| Les données manquantes sont à compléter. |                             |                                                    |              |               |
| 1995                                     |                             | Jean-Noël Landry                                   |              |               |
| mars 2001                                | En cours (au 1er juin 2020) | Alain Blessemaille, Réélu pour le mandat 2020-2026 | PS puis LREM | Fonctionnaire |

## Démographie
L'évolution du nombre d'habitants est connue à travers les recensements de la population effectués dans la commune depuis 1793. Pour les communes de moins de 10 000 habitants, une enquête de recensement portant sur toute la population est réalisée tous les cinq ans, les populations de référence des années intermédiaires étant quant à elles estimées par interpolation ou extrapolation. Pour la commune, le premier recensement exhaustif entrant dans le cadre du nouveau dispositif a été réalisé en 2007.

En 2022, la commune comptait 205 habitants, en évolution de +3,54 % par rapport à 2016 (Doubs : +1,88 %, France hors Mayotte : +2,11 %).
| 1793 | 1800 | 1806 | 1821 | 1831 | 1836 | 1841 | 1846 | 1851 |
| ---- | ---- | ---- | ---- | ---- | ---- | ---- | ---- | ---- |
| 83   | 88   | 98   | 70   | 94   | 102  | 101  | 85   | 88   |

| 1856 | 1861 | 1866 | 1872 | 1876 | 1881 | 1886 | 1891 | 1896 |
| ---- | ---- | ---- | ---- | ---- | ---- | ---- | ---- | ---- |
| 36   | 55   | 68   | 52   | 53   | 56   | 47   | 56   | 64   |

| 1901 | 1906 | 1911 | 1921 | 1926 | 1931 | 1936 | 1946 | 1954 |
| ---- | ---- | ---- | ---- | ---- | ---- | ---- | ---- | ---- |
| 59   | 35   | 67   | 47   | 44   | 36   | 28   | 23   | 47   |

| 1962 | 1968 | 1975 | 1982 | 1990 | 1999 | 2006 | 2007 | 2012 |
| ---- | ---- | ---- | ---- | ---- | ---- | ---- | ---- | ---- |
| 47   | 36   | 56   | 68   | 88   | 100  | 128  | 132  | 161  |

| 2017 | 2022 | - | - | - | - | - | - | - |
| ---- | ---- | - | - | - | - | - | - | - |
| 205  | 205  | - | - | - | - | - | - | - |

## Culture locale et patrimoine

### Lieux et monuments
- La fontaine-lavoir restaurée en 2017.

Début 2017, la commune est « réputée sans clochers ».